# ماوريسيو مندوزا
ماوريسيو مندوزا (28 ديسمبر 1981 في كولومبيا - ) هو لاعب كرة قدم كوري جنوبي في مركز الهجوم. لعب مع أليانزا ليما وأمريكا دي كالي والجامعي دي بيرو والنجم الرياضي الساحلي وإنديبندينتي ميديلين وديبورتيس كوينديو وديبورتيفو تاشيرا ونادي ميلوناريوس وديبورتيفو ميراندا ونادي سانتانيكوس أسوشيتد وديبورتيس توليما ونادي جيونجنام ‏ وLlaneros F.C. ‏ وأتليتيكو بوكارامانغا وإستوديانتس دي ماردة ‏.

## وصلات خارجية
- ماوريسيو مندوزا على موقع دوري كوريا الجنوبية (الإنجليزية)
- ماوريسيو مندوزا على موقع قاعدة بيانات كرة القدم.إي يو (الإنجليزية)
- ماوريسيو مندوزا على موقع Soccerway.com (الإنجليزية)
- ماوريسيو مندوزا على موقع عالم كرة القدم.نت (الإنجليزية)